# Pacific Tri-Nations 1994
Das Pacific Tri-Nations 1994 war die zwölfte Ausgabe des Rugby-Union-Turniers Pacific Tri-Nations. Dabei spielten die Nationalmannschaften von Fidschi, Westsamoa und Tonga um den Titel des Ozeanien-Meisters. Nach drei Spielen, in denen die drei Teilnehmer jeweils einmal gegen die beiden anderen Teams antraten, sicherte sich Fidschi zum sechsten Mal den Titel.

## Tabelle
|    | Land      | Spiele | Siege | Unent. | Ndlg. | Spiel- punkte | Diff. | Tabellen- punkte |
| -- | --------- | ------ | ----- | ------ | ----- | ------------- | ----- | ---------------- |
| 1. | Fidschi   | 2      | 1     | 0      | 1     | 30:25         | + 5   | 2                |
| 2. | Westsamoa | 2      | 1     | 0      | 1     | 45:39         | + 6   | 2                |
| 3. | Tonga     | 2      | 1     | 0      | 1     | 31:42         | − 11  | 2                |

Anmerkung: Ausschlaggebend für die Platzierung war nicht die Punktedifferenz, sondern das Ergebnis der direkten Begegnung.

## Ergebnisse
| 4. Juni 1994 | Westsamoa                                                                                  | 32 : 19 | Tonga                                                               | Chanel College, Apia Schiedsrichter: Peter Marshall (Australien) |
| 4. Juni 1994 | Versuche: Aiolupo Lima Erhöhungen: Kellett (2) Straftritte: Kellett (5) Dropgoals: Kellett | Bericht | Versuche: Manukia E. Vunipola F. Vunipola Erhöhungen: Tuipulotu (2) | Chanel College, Apia Schiedsrichter: Peter Marshall (Australien) |

| 2. Juli 1994 | Fidschi                                                        | 20 : 13         | Westsamoa                               | Prince Charles Park, Nadi Zuschauer: 15.000 |
| 2. Juli 1994 | Versuche: Vidiri Straftritte: Turuva (2) Dropgoals: Turuva (3) | (12:13) Bericht | Versuche: Lima (2) Straftritte: Kellett | Prince Charles Park, Nadi Zuschauer: 15.000 |

| 9. Juli 1994 | Tonga                                                 | 12 : 10        | Fidschi                                               | Teufaiva Sport Stadium, Nukuʻalofa Zuschauer: 6.000 Schiedsrichter: Peter Marshall (Australien) |
| 9. Juli 1994 | Versuche: F. Manukia M. Manukia Erhöhungen: Tuipulotu | (5:10) Bericht | Versuche: Vidiri Erhöhungen: Turuva Dropgoals: Turuva | Teufaiva Sport Stadium, Nukuʻalofa Zuschauer: 6.000 Schiedsrichter: Peter Marshall (Australien) |